# Coracias garrulus
La carraca europea (Coracias garrulus) es una especie de ave coraciforme de la familia Coraciidae, el único miembro de esta familia que habita en Europa. Se encuentra también desde las estepas centroasiáticas hasta el Magreb, territorios desde los que emigra para invernar en buena parte del África subsahariana. Suele habitar en lugares de clima templado o cálido con presencia de árboles.

## Características
Es un pájaro de tamaño medio, entre 29-32 cm de largo y con una envergadura de 52-58 cm con las alas extendidas. Su color es azul con el lomo marrón. Esta especie destaca en su vuelo por su brillante color azul que contrasta con las plumas negras de las alas. Los dos sexos son similares, pero los jóvenes presentan un color más claro que los adultos.

## Historia natural

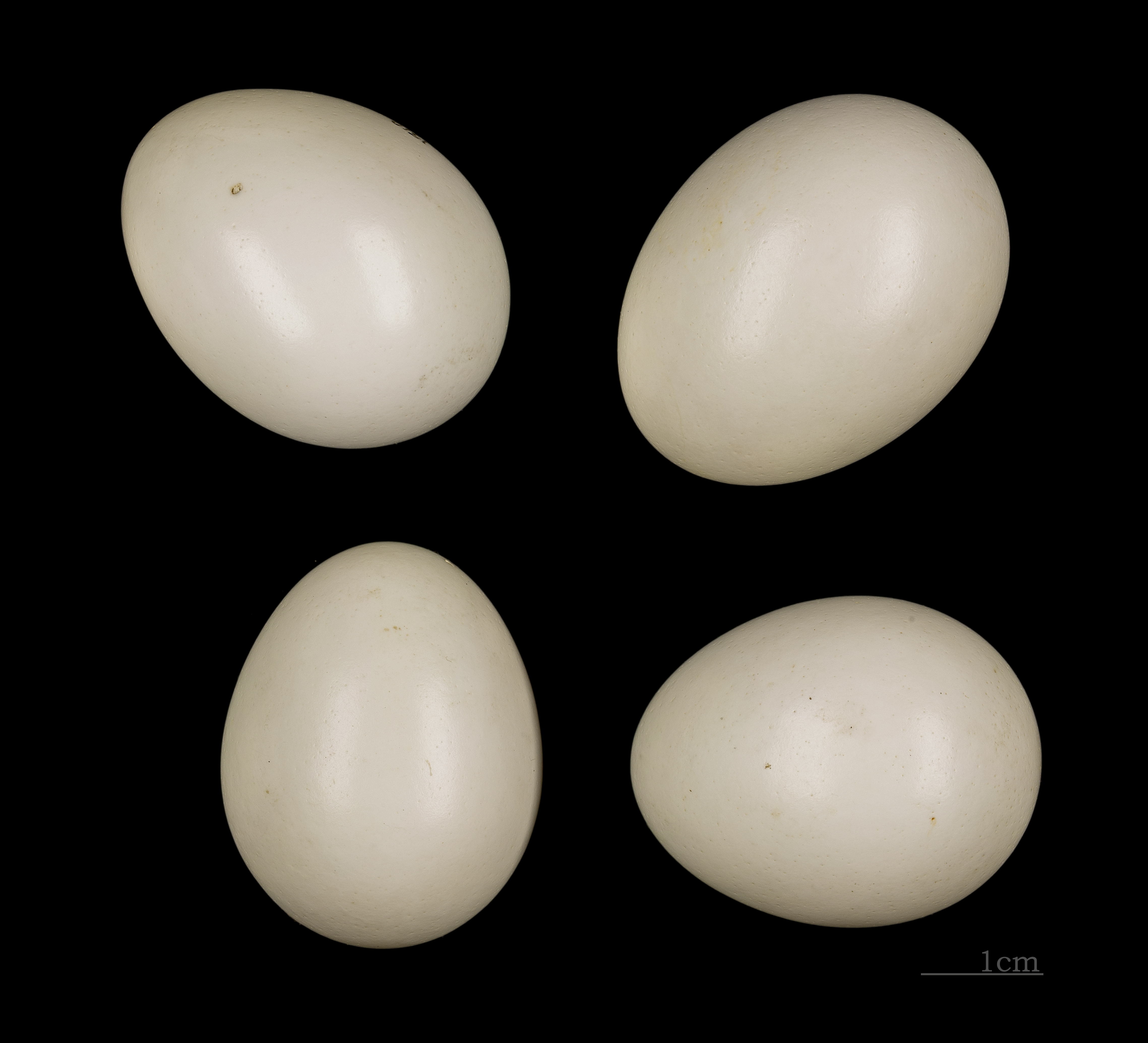
Huevos de Coracias garrulus Sevilla

Las carracas frecuentan zonas arboladas y llanos abiertos, donde se alimentan de insectos, aunque en ocasiones complementan su alimentación con lagartos, ranas y otros animales pequeños. Suele anidar en árboles o en lugares rocosos. La puesta consiste entre 4 y 6 huevos.
El canto de este pájaro es una sucesión rápida de notas cortas, similar al instrumento infantil que provoca un sonido semejante y del que recibe su nombre, pero en algunas ocasiones es semejante al del cuervo.
En 2012 se realizó el marcaje de varios ejemplares que permite su seguimiento durante la migración. Esto ha permitido conocer la ruta migratoria de esta especie desde la península ibérica hasta sus cuarteles de invernada en África.

## Subespecies
Se reconocen dos subespecies de Coracias garrulus :
- Coracias garrulus garrulus - norte de África y Europa hasta Irán y sudoeste de Siberia; invernante hasta  África meridional.
- Coracias garrulus semenowi - de Irak hasta el oeste de Sinkiang y sur de Kazajistán; invernante hasta  África meridional.

## Ave del año 2012
La Sociedad Española de Ornitología (SEO/BirdLife) ha declarado la carraca europea ave del año 2012. A través de la iniciativa Ave del Año SEO/BirdLife realiza campañas especiales encaminadas a la conservación de la especie.